# Strom v Ténéré

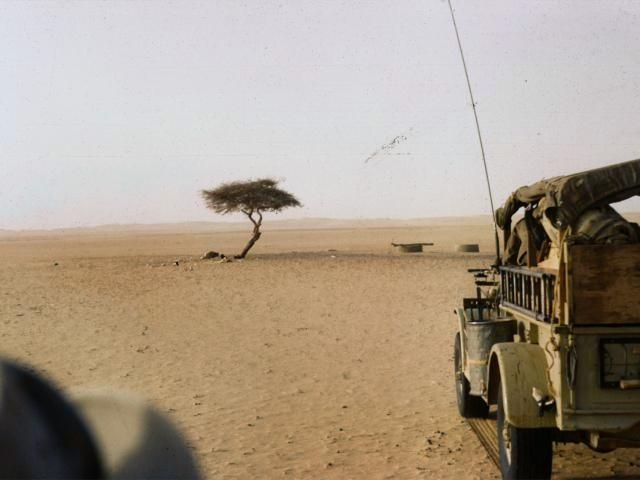
Strom v Ténéré (1961)

Strom v Ténéré (francouzsky L'Arbre du Ténéré) byla osamělá akácie (pravděpodobně druhu akácie zkroucená nebo akácie paprsčitá), která rostla uprostřed pouště Ténéré v severním Nigeru. Byla označována jako nejosamělejší strom na světě (nejbližší další strom rostl 400 km od ní) a jediný strom zakreslený na mapě v měřítku 1:4 000 000. Strom byl důležitým orientačním bodem pro karavany, domorodí Tuaregové ho uctívali jako posvátný, jako tabu. Nacházel se poblíž 40 metrů hluboké studny zbudované v letech 1938 až 1939. Jeho kořeny sahaly do hloubky 33 až 36 metrů, v níž se nacházela podzemní voda, proto dokázal přežít i v extrémních podmínkách. Věk akácie byl při vědeckém zkoumání v roce 1938 odhadován na tři sta let. Byla zničena v roce 1973, kdy do ní narazil kamion libyjského řidiče, který zřejmě v opilosti sjel z cesty. Zbytky stromu byly převezeny do Národního muzea v Niamey, na místě vznikla jako upomínka kovová replika stromu od neznámého umělce.